# Christophe Arleston
Christophe Arleston (o Scotch Arleston), del seu verdader nom Christophe Pelinq, nascut a Ais de Provença (Boques-del-Roine) el 14 d'agost de 1963, és un guionista de còmic especialment conegut per la sèrie Lanfeust de Troy i les seves obres derivades i seqüeles.

## Biografia

### Joventut i formació
Després d'una infantesa compartida entre Madagascar i Mâcon, Christophe Arleston torna a Ais de Provença l'any 1981, l'any del seu batxillerat científic. Després d'un passatge per la facultat de ciències econòmiques, fa els seus estudis a l'escola de periodisme de Marsella, (CTMC), de la qual surt diplomat l'any 1987. Treballa llavors com periodista i home de comunicació, desplaçant-se entre París i Ais de Provença. Comença la seva carrera d'autor mentre que és estudiant a continuació pendent del seu servei militar, escrivint entre 1985 i 1989 setze drames radiofònics per a França Inter.

### Guionista de còmic (anys 1990)

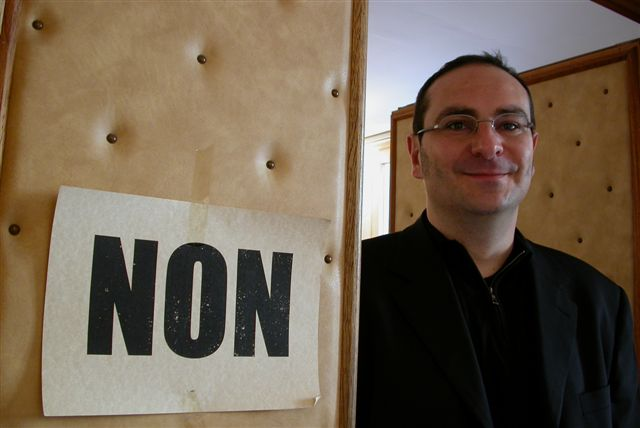
Christophe Arleston a la porta de la seva oficina.

Arleston va debutar com a guionista còmic de la revista Circus (Glénat), després un àlbum de debut, Manie Swing, a l'editorial Alpen/Humanos. Coneix Mourad Boudjellal, que acaba de crear les edicions Soleil. Les dues primeres sèries d'Arleston, Les Maîtres cartographes i Léo Loden, van ser publicades per 1992 per Soleil, seguida dels tres volums de Feux d'Askell.
És l'any 1994 quan surt el primer àlbum de la seva sèrie més coneguda: Lanfeust de Troy. En algunes setmanes l'àlbum es posiciona a les millors venudes, sent un dels millors èxits comercials de Soleil.
Catégorie:Article à référence nécessaire
L'any 1997 Arleston crea Trolls de Troy, una sèrie derivada de Lanfeust. Rep sobretot el preu del millor guió l'any a Chambéry per al segon àlbum d'aquesta sèrie, així com dos cops el millor àlbum jove al festifal d'Angoulême (1998, 2002) i una tercera vegada aquest mateix premi amb Lanfeust de Troy l'any 2000.
Catégorie:Article à référence souhaitée

### Lanfeust Magi Gottferdrom Studio (1997-2010)

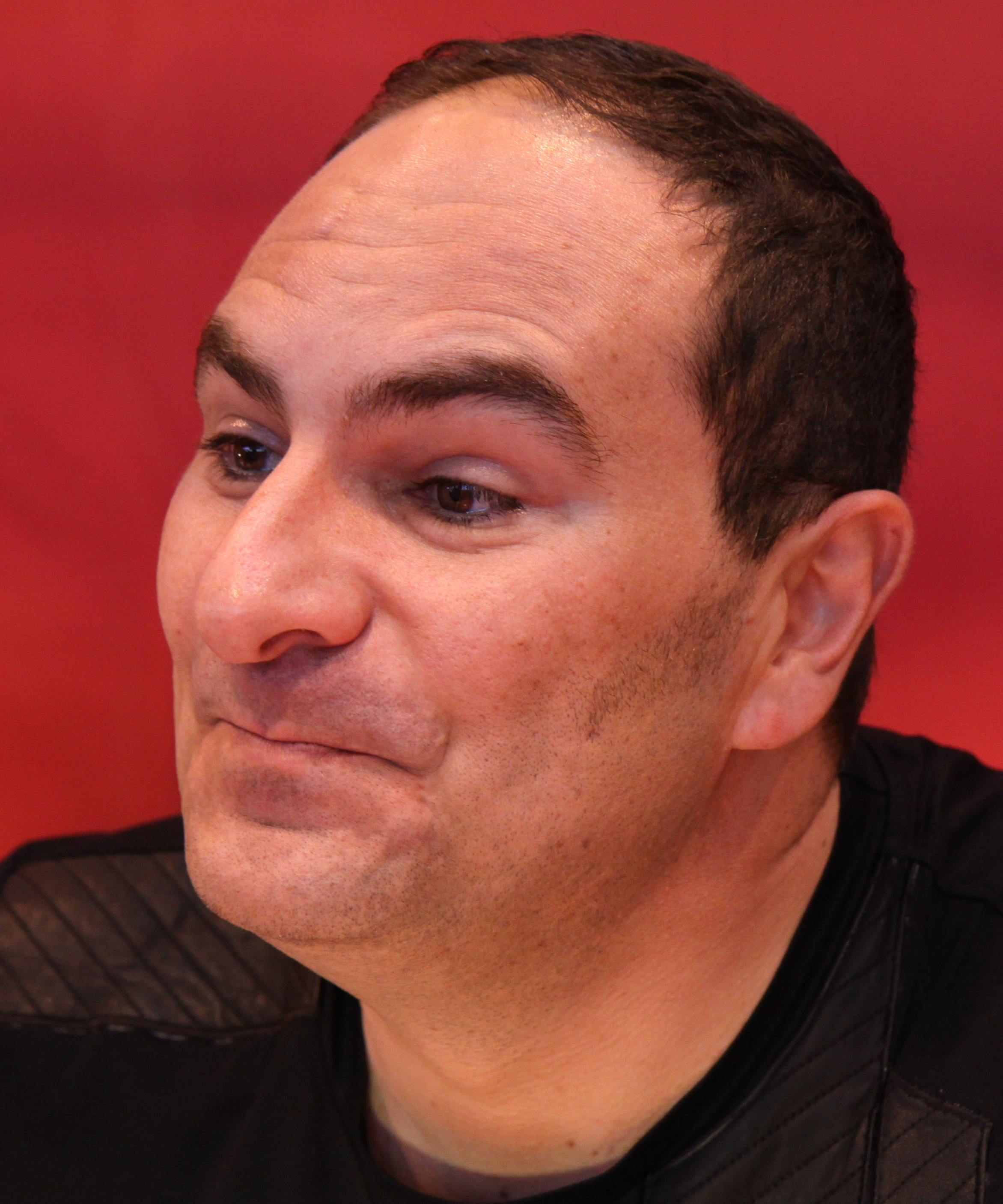
L'autor al Salon du Livre 2010

A l'agost 1997, crea el Gottferdom Studio amb Didier Tarquin, Dominique Latil i Philippe Pellet. A aquest taller situat a Aix a Provença, Arleston s'envolta de col·laboradors
L'any 1998, utilitza l'estructura del studio per crear Lanfeust Mag, un mensual que a l'estiu 2016 arriba als 200 números i continua publicant-se a l'actualitat, sempre amb Arleston com redactor en cap. Es tracta d'una revista orientada sobre la fantasia i la ciència-ficció que prepublica sota forma de fulletó diferents sèries de les edicions de Soleil. Lanfeust Mag és sobretot una eina promocional per a l'editor, al en la mateixa línea que Spirou o Tchô! 
La revista esdevé un èxit. Des de la retirada de Mourad Boudjellal i el rescat de Soleil per Guy Delcourt, Lanfeust Mag ha conservat la seva línia editorial, incloent sèries Delcourt a les seves prepublicacions.
L'any 2007, Arleston és membre fundador del Groupament Bande Dessinée del SNAC (Sindicat Nacional dels Autors i Compositors) i s'implica als combats del sindicat per a la defensa dels autors.
Christophe Arleston explora estils diferents, de la fantasia a la novela policiaca, de la ciència-ficció a l'històric. Però els seus principals èxits comercials corresponen al domini de la fantasia.
Arleston participa en la sèrie Lord of Burger, amb Audrey Alwett i Alessandro Barbucci; el primer àlbum Le Clos des Épices, publicat l'any 2010 per Glénat va rebre el Preu BD Livrentête 2011.

### Diversificació (des de 2011)

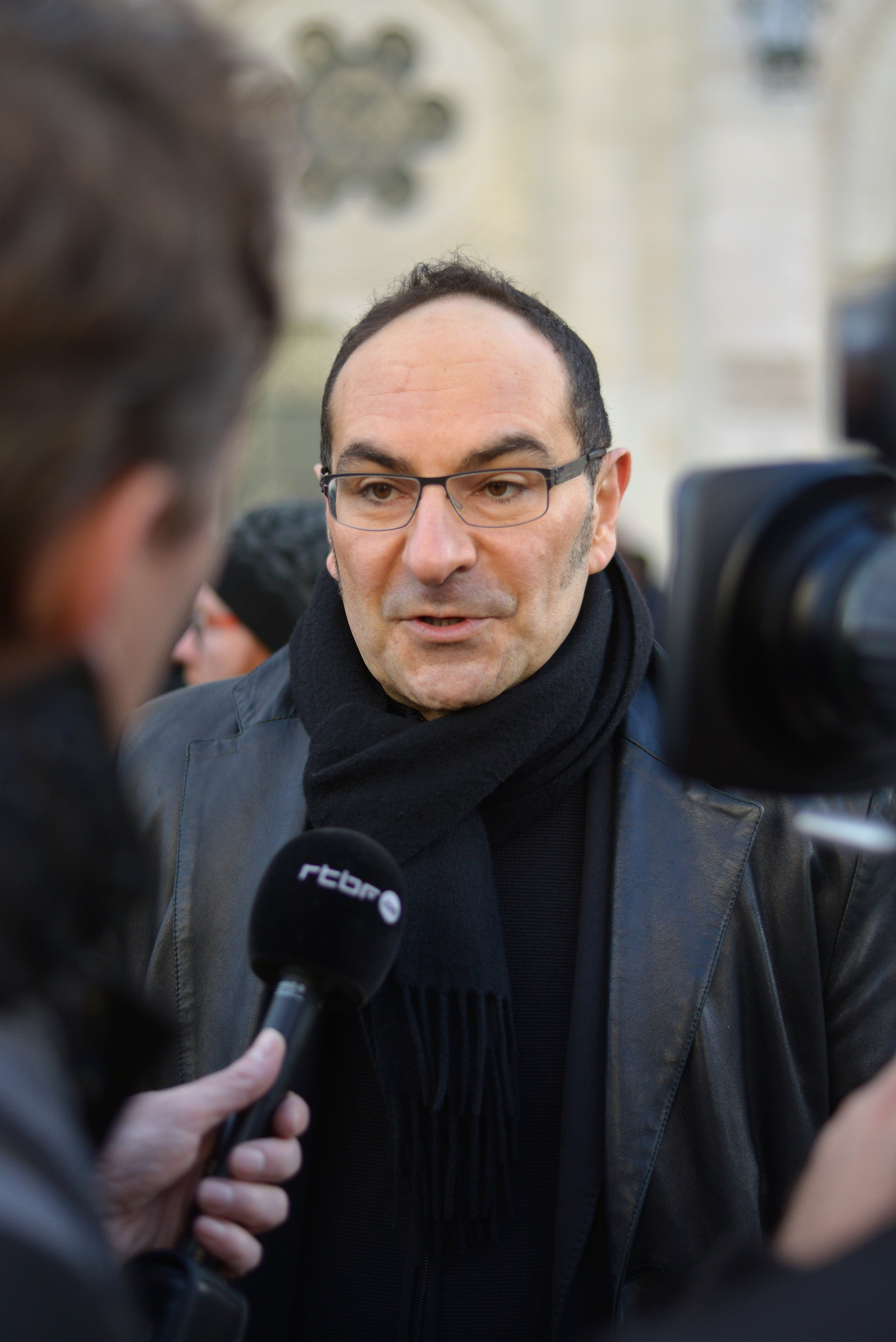
El guionista a la marxa dels autors de còmic el 2015

L'any 2011, signa per primera vegada un guió de BD del seu verdader nom, Christophe Pelinq. Va ser a la sèrie Chimère(s)1887. Sis obres molt diferents de les seves produccions habituals.
L'any 2016, les edicions ActuSF publiquen la seva primera novel·la, Le Souper dels maléfices, un relat de fantasia tenyit d'humor.
La seva obra compta en l'actualitat amb més de 180 creacions.
Al febrer 2018, Christophe Arleston funda amb Olivier Sulpice una nova editorial especialitzada als dominis de l'imaginaris, de la fantasia i de la ciència-ficció: Drakoo. Les primeres obres són anunciades per a la primavera 2019. Arleston contínua paral·lelament les seves sèries en tant que guionista a edicions Soleil.

## Obres

### L'univers de Troy

#### Lanfeust de Troy
- 1 L'Ivoire du Magohamoth, Soleil, 1994
- 2 Thanos l'incongru, Soleil, 1995
- 3 Castel Or-Azur, Soleil, 1996
- 4 Le Paladin d'Eckmül, Soleil, 1996
- 5 Le Frisson de l'haruspice, Soleil, 1997
- 6 Cixi impératrice, Soleil, 1998

Guió: Christophe Arleston - Dibuix: Didier Tarquin - Colors: Yves Lencot
- 7 Les pétaures se cachent pour mourir, Soleil, 1999
- 8 La Bête fabuleuse, Soleil, 2000

Guió: Christophe Arleston - Dibuix: Didier Tarquin - Colors: Claude Guth

#### Lanfeust des Étoiles
- 1 Un, deux... Troy, Soleil, 2001
- 2 Les Tours de Meirrion, Soleil, 2003
- 3 Les Sables d'Abraxar, Soleil, 2004
- 4 Les Buveurs de mondes, Soleil, 2004
- 5 La Chevauchée des bactéries, Soleil, 2005
- 6 Le Râle du flibustier, Soleil, 2006
- 7 Le Secret des Dolphantes, Soleil, 2007
- 8 Le Sang des comètes, Soleil, 2008

Guió: Christophe Arleston - Dibuix: Didier Tarquin - Colors: Claude Guth

#### Lanfeust Odyssey
- 1 L'Énigme Or-Azur 1re partie, Soleil, 2009

Guió: Christophe Arleston - Dibuix: Didier Tarquin - Colors: Fred Besson
- 2 L'Énigme Or-Azur 2e partie, Soleil, 2010
- 3 Le Banni d'Eckmül, Soleil, 2011
- 4 La Grande Traque, Soleil, 2012

Guió: Christophe Arleston - Dibuix: Didier Tarquin - Colors: Lyse
- 5 Le Piège des sables, Soleil, 2013

Guió: Christophe Arleston - Dibuix: Didier Tarquin - Colors: Fred Besson
- 6 Le Delta Bilieux, Soleil, 2014
- 7 La Méphitique Armada, Soleil, 2015
- 8 Tseu-Hi la Gardienne, Soleil, 2016
- 9 Le Stratège Ingénu, Soleil, 2017
- 10 Un destin Karaxastin, Soleil, 2018

Guió: Christophe Arleston - Dibuix: Didier Tarquin - Colors: Lyse

#### Cixi de Troy
- 1 Le Secret de Cixi, Soleil, 2009
- 2 Le Secret de Cixi 2e partie, Soleil, 2010

Guió: Christophe Arleston - Dibuix: Olivier Vatine - Colors: Isabelle Rabarot
- 3 Le Secret de Cixi 3e partie, Soleil, 2011

Guió: Christophe Arleston - Dibuix: Olivier Vatine Adrien Floch - Colors: Claude Guth

#### Trolls de Troy
- 1 Histoires trolles, Soleil, 1997

Guió: Christophe Arleston - Dibuix: Jean-Louis Mourier - Colors: Yves Lencot
- 2 Le Scalp du vénérable, Soleil, 1998
- 3 Comme un vol de pétaures, Soleil, 1999
- 4 Le Feu occulte, Soleil, 2000
- 5 Les Maléfices de la Thaumaturge, Soleil, 2001
- 6 Trolls dans la brume, Soleil, 2002
- 7 Plume de sage, Soleil, 2004
- 8 Rock’n troll attitude, Soleil, 2005
- 9 Les Prisonniers du Darshan, Soleil, 2006
- 10 Les Enragés du Darshan, Soleil, 2007
- 11 Trollympiades, Soleil, 2008
- 12 Sang famille, Soleil, 2009
- 13 La Guerre des gloutons, Soleil, 2010
- 14 L'Histoire de Waha, Soleil, 2010
- 15 Boules de poils, Soleil, 5 octubre 2011
- 16 Poils de Trolls (II), Soleil, 20 juny 2012
- 17 La Trolle impromptue, Soleil, 13 novembre 2013
- 18 Pröfy blues, Soleil, 25 juny 2014
- 19 Pas de Nöl pour le père Grommel, Soleil, desembre 2014
- 20 L'héritage de Waha, Soleil, agost 2015
- 21 L'or des trolls, Soleil, juny 2016
- 22 À l'école des trolls, Soleil, juny 2016
- 23 Art brut, Soleil, octubre 2018
- 24 Un caillou sur la tête, Soleil, desembre 2019

Guió: Christophe Arleston - Dibuix: Jean-Louis Mourier - Colors: Claude Guth

#### Le Monde de Troy
- 1 Cartographie illustrée du monde de Troy, Soleil, 1998

Guió: Christophe Arleston - Dibuix: Didier Tarquin - Colors: Yves Lencot
- 2 Encyclopédie anarchique du monde de Troy, Soleil, 1999

Guió: Christophe Arleston - Dibuix: Didier Tarquin - Colors: Lyse
- 3 Encyclopédie anarchique du monde de Troy : les trolls, Soleil, 2003

Guió: Christophe Arleston - Dibuix: Jean-Louis Mourier
- 4 Encyclopédie anarchique du monde de Troy : le bestiaire, Soleil, 2003

Guió: Christophe Arleston - Dibuix: Didier Tarquin i Jean-Louis Mourier - Colors: Enzo

#### Les Conquérants de Troy
- 1 Exil à Port-Fleuri, Soleil, 2005
- 2 Eckmül le bûcheron, Soleil, 2008
- 3 La bataille de Port-Fleuri, Soleil, 2011
- 4 Le mont rapace, Soleil, 2014

Guió: Christophe Arleston - Dibuix: Ciro Tota - Colors: Sébastien Lamirand

#### Les Guerrières de Troy
- 1 Yquem le généreux, Soleil, 2010
- 2 L'or des profondeurs, Soleil, 2013

Guió: Christophe Arleston i Melanÿn - Dibuix i colors: Dany

#### Légendes de Troy

##### Tykko des sables
- 1 Les Chevaucheurs des vents, Soleil, 2009

Guió: Christophe Arleston i Melanÿn - Dibuix: Nicolas Keramidas - Colors: Cyrill Vincent, Bruno Garcia
- 2 La Cité engloutie, Soleil, 2010
- 3 Les collines des cent temples, Soleil, à paraître

Guió: Christophe Arleston i Melanÿn - Dibuix: Nicolas Keramidas - Colors: Cyrill Vincent

##### Nuir Safran
- 1 Albumen l'éthéré, Soleil, 2010
- 2 La vengeance d'Albumen, Soleil, 2012

Guió: Christophe Arleston - Dibuix i colors: Éric Hérenguel

##### Altres
- L'Expédition d'Alunÿs, Soleil, 2010

Guió: Christophe Arleston i Melanÿn - Dibuix: Éric Cartier - Colors: Cyril Vincent
- L'Heure de la Gargouille, Soleil, 2011

Guió: Christophe Arleston - Dibuix: Didier Cassegrain - Colors: Didier Cassegrain
- Voyage aux ombres, Soleil, 2011

Guió: Christophe Arleston i Audrey Alwett - Dibuix: Virginie Augustin - Colors: Virginie Augustin i Yoann Guillo
- Ploneïs l'incertain, Soleil

Guió: Christophe Arleston - Dibuix: Eric Hübsh - Colors: 2014

#### Gnomes de Troy
- 1 Humour rural, Soleil, 2000
- 2 Sales Mômes, Soleil, 2010

Guió: Christophe Arleston - Dibuix: Didier Tarquin - Colors: Lyse, Nolwenn Lebreton
- 3 Même pas peur, Soleil, 2011

Guió: Christophe Arleston - Dibuix: Didier Tarquin - Colors: Luc Perdriset, Lyse
- 4 Trop meugnon, Soleil, 2014

Guió: Christophe Arleston - Dibuix: Didier Tarquin - Colors: Lyse

#### Lanfeust Quest
- 1, Soleil, 2007

Guió: Christophe Arleston, Didier Tarquin - Dibuix: Ludolullabi
- 2, Soleil, 2008
- 3, Soleil, 2009
- 4, Soleil, 2009
- 5, Soleil, 2010

Guió: D'après Christophe Arleston - Dibuix: Ludolullabi
- Sortilèges culinaires, Soleil, Longue nouvelle illustrée qui sera en partie reprise pour Le Souper des Maléfices. Album offert par l'éditeur, 2008

Guió: Christophe Arleston - Dibuix: col·lectiu

### Altres sèries

#### Le Chant d'Excalibur
- 1 Le Réveil de Merlin, Soleil, 1998

Guió: Christophe Arleston - Dibuix: Éric Hübsch - Colors: Jean-Jacques Chagnaud
- 2 Le Sidhe aux mille charmes, Soleil, 1999

Guió: Christophe Arleston - Dibuix: Éric Hübsch - Colors: Yves Lencot
- 3 La Griffe de Rome, Soleil, 2001

Guió: Christophe Arleston - Dibuix: Éric Hübsch - Colors: Yves Lencot
- 4 La Colère de Merlin, Soleil, 2003

Guió: Christophe Arleston - Dibuix: Éric Hübsch - Colors: Nolwenn Lebreton
- 5 Ys la magnifique, Soleil, 2007

Guió: Christophe Arleston i Melanÿn - Dibuix: Éric Hübsch - Colors: Nolwenn Lebreton
- 6 Les Gardiennes de Brocéliande, Soleil, 2010

Guió: Christophe Arleston i Melanÿn - Dibuix: Éric Hübsch - Colors: Nolwenn Lebreton

#### Chimère(s) 1887
- 1 La Perle pourpre, Éditions Glénat, Sept 2011

Guió: Christophe Pelinq - Melanÿn - Dibuix: Vincent - Colors: Piero
- 2 Dentelles écarlates, Éditions Glénat, Mai 2012

Guió: Christophe Pelinq - Melanÿn - Dibuix: Vincent - Colors: Piero
- 3 La Furie de Saint-Lazare, Éditions Glénat, Sept 2013

Guió: Christophe Pelinq - Melanÿn - Dibuix: Vincent - Colors: Dame Morgil&Piero
- 4 Les Liens du sang, Éditions Glénat, Oct 2014

Guió: Christophe Pelinq - Melanÿn - Dibuix: Vincent - Colors: Dame Morgil
- 5 L'Ami Oscar, Éditions Glénat, Juin 2016

Guió: Christophe Pelinq - Melanÿn - Dibuix: Vincent - Colors: dame Morgil

#### Danthrakon
- 1 Le Grimoire glouton, Drakoo, setembre 2019
- 2 Lyreleï la fantasque, Drakoo, juliol 2020
- 3 Le Marmiton bienheureux, Drakoo, novembre 2020

Guió: Christophe Arleston - Dibuix: Olivier Boiscommun - Colors: Claude Guth

#### Ekhö monde miroir
- 1 New-York, Soleil, 2013
- 2 Paris Empire, Soleil, 2013
- 3 Hollywood Boulevard, Soleil, 2014
- 4 Barcelona, Soleil, 2015
- 5 Le Secret des Preshauns, Soleil, 2016
- 6 Deep South, Soleil, abril 2017
- 7 Swinging London, Soleil, novembre 2017
- 8 La Sirène de Manhattan, Soleil, agost 2018
- 9 Abidjan-Nairobi express, Soleil, novembre 2019
- 10 Un fantôme à Pékin, Soleil, novembre 2020

Guió: Christophe Arleston - Dibuix: Alessandro Barbucci - Colors: Nolwenn Lebreton

#### Élixirs
- 1 Le Sortilège de Loxullio, Soleil, 2005
- 2 Le Secret du Glupion, Soleil, 2008
- 3 Le Souffle Du Néant, Soleil, 2013

Guió: Christophe Arleston - Dibuix: Alberto Varanda - Colors: Nolwenn Lebreton

#### Les Elfes Noirs
- 5 La Dynastie des Elfes Noirs, Soleil, gener 2014
- 10 Elfe noir, cœur sombre, Soleil, març 2015

Guió: Christophe Arleston (amb el seudònim de Marc Hadrien) - Dibuix i color: Ma-Yi
- 15 Noir comme le sang, Soleil, setembre 2016

Guió: Christophe Arleston (amb el seudònim de Marc Hadrien) - Dibuix: Stéphane Créty i Augustin Popescu - Colors: Olivier Héban
- 20 Noirs d'écailles, Soleil, novembre 2017

Guió: Christophe Arleston - Dibuix: Daniela Dimat - Colors: Olivier Héban
- 25 Vengeance noire, Soleil, juny 2019

Guió: Christophe Arleston - Dibuix: Daniela Dimat - Colors: Olivier Héban

#### Les Feux d'Askell
- 1 L'Onguent admirable, Soleil, 1993
- 2 Retour à Vocable, Soleil, 1994
- 3 Corail sanglant, Soleil, 1995

Guió: Christophe Arleston - Dibuix i colors: Jean-Louis Mourier

#### Les Forêts d'Opale
- 1 Le Bracelet de Cohars, Soleil, 2000

Guió: Christophe Arleston - Dibuix: Philippe Pellet - Colors: Sylvie Bonino
- 2 L'Envers du grimoire, Soleil, 2001
- 3 La Cicatrice verte, Soleil, 2003
- 4 Les Geôles de Nénuphe, Soleil, 2005
- 5 Onze Racines, Soleil, 2007
- 6 Le Sortilège du pontife, Soleil, 2009
- 7 Les Dents de pierre, Soleil, 2011
- 8 Les Hordes de la nuit, Soleil, 2013

Guió: Christophe Arleston - Dibuix: Philippe Pellet - Colors: Christian Goussale
- 9 Un flot de lumière, Soleil, 2015
- 10 Le destin du jongleur, Soleil, 2017

Guió: Christophe Arleston - Dibuix: Cedric Fernandez - Colors: Guy Mathias
- 11 La Fable oubliée, Soleil, 2020

Guió: Christophe Arleston - Dibuix: Stefano Martino
- HS Le Codex d'Opale, Soleil, 2006

Guió: Christophe Arleston - Dibuix: Philippe Pellet - Colors: Sébastien Lamirand

#### Léo Loden
- 1 Terminus Canebière, Soleil, 1992
- 2 Les Sirènes du Vieux-Port, Soleil, 1992
- 3 Adieu ma joliette, Soleil, 1993

Guió: Christophe Arleston - Dibuix: Serge Carrère - Colors: Nathaly Morel
- 4 Grillade provencale, Soleil, 1993

Guió: Christophe Arleston - Dibuix: Serge Carrère - Colors: Yves i Jean-Jacques Chagnaud
- 5 Kabbale dans les traboules, Soleil, 1994
- 6 Pizza aux pruneaux, Soleil, 1995
- 7 Propergol sur le Capitole, Soleil, 1995
- 8 Vodka mauresque, Soleil, 1996
- 9 Chaud beffroi, Soleil, 1997
- 10 Testament et Figatelli, Soleil, 1997
- 11 Diamants noirs sur canapé, Soleil, 1999
- 12 Tirs à vue, Soleil, 1999
- 13 Bretzel f@tal, Soleil, 2000

Guió: Christophe Arleston - Dibuix: Serge Carrère - Colors: Studio Léonardo
- 14 Calissons et lumières, Soleil, 2002
- 15 Macchabées à l'escabèche, Soleil, 2005

Guió: Christophe Arleston - Dibuix: Serge Carrère - Colors: Cerise
- 16 Froide vendange, Soleil, 2006
- 17 Hélico Pesto, Soleil, 2007
- 18 Tapas, ou ça casse !!!, Soleil, 2008
- 19 Spéculoos à la plancha, Soleil, 2010
- 20 Langoustines breizhées, Soleil, 2011
- 21 Barigoule au frioul, Soleil, 2012
- 22 Tropézienne Dum-Dum, Soleil, 2013
- 23 Brouillade aux embrouilles, Soleil, 2015
- 24 Les cigales du Pharaon, Soleil, 2016
- 25 Massilia Aeterna, Soleil, 2017

Guió: Christophe Arleston i Loïc Nicoloff - Dibuix: Serge Carrère - Colors: Cerise
- fora de la sèrie Meurtre à la FNAC, Soleil, 1995

Guió: Christophe Arleston - Dibuix: Serge Carrère - Colors: Nathaly Morel
- fora de la sèrie Léo Loden et Jules sauvent la coupe du monde, Soleil, 1998

Guió: Christophe Arleston - Dibuix: Serge Carrère - Colors: Studio Léonardo

#### Les Maîtres cartographes
- 1 Le Monde de la cité, Soleil, 1992

Guió: Christophe Arleston - Dibuix: Paul Glaudel - Colors: Brigitte Findakly
- 2 Le Glyphe du bouffon, Soleil, 1992

Guió: Christophe Arleston - Dibuix: Paul Glaudel - Colors: Alain Sirvent
- 3 Les Tours du Floovant, Soleil, 1994
- 4 L'Éclat de Camerlot, Soleil, 1996
- 5 Le Cri du Plouillon, Soleil, 1999

Guió: Christophe Arleston - Dibuix: Paul Glaudel - Colors: Yves Lencot
- 6 L'Autre Monde, Soleil, 2002

Guió: Christophe Arleston - Dibuix: Paul Glaudel - Colors: Geneviève Penloup

#### Lord of Burger
- 1 Le Clos des épices, Glénat, 2010

Guió: Christophe Arleston i Audrey Alwett - Dibuix: Alessandro Barbucci, Rachel Zimra et Balak - Colors: Andry Rakotoarisoa, Florence Torta
- 2 Étoiles filantes, Glénat, 2011

Guió: Christophe Arleston i Audrey Alwett - Dibuix: Alessandro Barbucci, Rachel Zimra et Balak - Colors: Andry Rakotoarisoa, Florence Torta, Cecilia Guimento
- 3 Cook and fight, Glénat, 2011

Guió: Christophe Arleston i Audrey Alwett - Dibuix: Alessandro Barbucci, Rachel Zimra et Balak - Colors: Nephila, Cecilia Guimento
- 4 Les secrets de l'Aïeule, Glénat, 2012

Guió: Christophe Arleston i Audrey Alwett - Dibuix: Alessandro Barbucci - Colors: Cecilia Guimento

#### Moréa
- 1 Le Sang des anges, Soleil, 2000

Guió: Christophe Arleston - Dibuix: Thierry Labrosse - Colors: Sylvie Bonino
- 2 L'Échine des dragons, Soleil, 2002

Guió: Christophe Arleston - Dibuix: Thierry Labrosse - Colors: Didier Arpin
- 3 Le Feu du temps, Soleil, 2004

Guió: Christophe Arleston i Dominique Latil - Dibuix: Thierry Labrosse - Colors: Didier Arpin
- 4 Un parfum d'éternité, Soleil, 2005

Guió: Christophe Arleston i Dominique Latil - Dibuix i colors: Thierry Labrosse
- 5 La Brûlure des ténèbres, Soleil, 2007

Guió: Christophe Arleston i Dominique Latil - Dibuix: Thierry Labrosse - Colors: Christian Goussale
- 6 La Mort dans le sang, Soleil, 2011

Guió: Christophe Arleston i Dominique Latil - Dibuix: Laurent Libessart - Colors: Sebastian Lamirand
(la sèrie continua amb guions de Dominique Latil)

#### Mycroft Inquisitor
- 1 Une fragrance de cadavre, Soleil, 1995

Guió: Christophe Arleston i Dominique Latil - Dibuix: Jack Manini - Colors: Brunet
- 2 La Bête d'écume, Soleil, 1997

Guió: Christophe Arleston i Dominique Latil - Dibuix: Jack Manini - Colors: Jean-Jacques Chagnaud
- 3 Neiges sanglantes, Soleil, 1998

Guió: Christophe Arleston i Dominique Latil - Dibuix i colors: Jack Manini

#### Les Naufragés d'Ythaq
- 1 Terra incognita, Soleil, 2005
- 2 Ophyde la Géminée, Soleil, 2005
- 3 Le Soupir des étoiles, Soleil, 2006
- 4 L'Ombre de Khengis, Soleil, 2007
- 5 L'Ultime Arcane, Soleil, 2007

Guió: Christophe Arleston - Dibuix: Adrien Floch - Colors: Crazytoons
- 6 La Révolte des pions, Soleil, 2008
- 7 La Marque des Ythes, Soleil, 2009
- 8 Le Miroir des mensonges, Soleil, 2010
- 9 L'Impossible Vérité, Soleil, 28 setembre 2011
- 10 Nehorf capitol transit, Soleil, 26 setembre 2012
- 11 L'haleine de l'ogre, Soleil, 25 setembre 2013
- 12 Les Clefs du Néant, Soleil, 8 octubre 2014
- 13 Glèbe la singulière, Soleil, octubre 2015
- 14 Le joyau du génie, Soleil, novembre 2016
- 15 Imperator Express, Soleil, setembre 2018
- 16 Les Assiégés de Glèbe, Soleil, setembre 2019

Guió: Christophe Arleston - Dibuix: Adrien Floch - Colors: Claude Guth

#### Odyxes
- 1 Naufragé du temps, Soleil, agost 2014
- 2 L'écume des sables, Soleil, març 2016

Guió: Christophe Arleston - Dibuix: Steven Lejeune - Colors: Mikl

#### Sangre
- 1 Sangre la survivante, Soleil, octubre 2016
- 2 Fesolggio l'inexorable fâcheux, Soleil, octubre 2017

Guió: Christophe Arleston - Dibuix: Adrien Floch - Colors: Claude Guth

#### SinBad
- 1 Le Cratère d'Alexandrie, Soleil, 2008
- 2 La Griffe du génie, Soleil, 2009
- 3 Les Ombres du harem, Soleil, 2010

Guió: Christophe Arleston et Audrey Alwett - Dibuix: Pierre Alary - Colors: Jean-Paul Fernandez

#### Tandori
- 1 Le Réveil de l'éléphant bleu, Le Lombard, 1993
- 2 La Déesse aux deux visages, Le Lombard, 1994

Guió: Christophe Arleston - Dibuix: Curd Ridel - Colors: Geneviève Penloup
- 3 Un livre dans la jungle, Le Lombard, 1995

Guió: Christophe Arleston - Dibuix: Curd Ridel - Colors: Cerise

#### Bug Hunters (àlbum únic)
- 1 Le Prisonnier virtuel, Soleil, 1996

Guió: Christophe Arleston i Claude Ecken - Dibuix i colors: Thierry Labrosse

#### Flibustor (àlbum únic)
- 1 Plus fort que la mort, Soleil, 2003

Guió: Christophe Arleston et Dav - Dibuix i colors: Dav

#### Manie Swing (àlbum únic)
- 1 La Colère du Bronongo, Alpen Publishers, 1990

Guió: Christophe Arleston - Dibuix: Paul Glaudel - Colors: Dominique Déangeli

#### La Saga des fils de Thulé (àlbum únic)
- 1 Le Drakkar des bannis, Soleil, 1993

Guió: Christophe Arleston - Dibuix: Jean-François Miniac - Colors: Thierry Maurel

### Àlbums col·lectius
- Parodies T.3 Vingt ans après, Soleil, 1987

Guió i dibuix: col·lectiu - La parodia de Sergi Grapes (Gaston Lagaffe), Othon Lagraffe, és signada per Carrère i Arleston
- La Bande à Julien, Soleil, 1997

Guió i dibuix: col·lectiu - (Les chansons de Julien Clerc en BD). 6 planches avec Jean-Louis Mourier. 2 planches avec Mohamed Aouamri. 6 planches avec Walter Farher.
- Demain l'An 3000, Albin Michel, 1999

Guió i dibuix: col·lectiu - "Diesel Nostalgie" 4 pàgines amb Thierry Labrosse (El 2002, va produir un curtmetratge homònim dirigit per Laurent Germain-Maury, amb Ticky Holgado)
- L'Or des fous (Bernard Lavilliers : coffret CD-chansons en BD),[7] Soleil, 2000

Guió: Bernard Lavilliers / Christophe Arleston (coordinator editorial) - Dibuix: Bajram / Varanda / Servain / Vicomte / Cartier / Plessix / Aouamri / Lepage / Mourier / Cromwell / Tota / Dany / Labrosse / Moebius
- Les Chansons de M. Eddy,[8] Soleil, 2003

Guió: Eddy Mitchell / Christophe Arleston (coordinador editorial) - Dibuix: Moebius / Springer / JS Loche / Hérengel / Vatine / Maëster / Meynet / Le Gall / Dany / Varanda / Griffo / Lauffray / Buchet / Keramidas / Taymans / Mezières / Rossi / Floch / Blanc-Dumont
- Les Chansons Gainsbourg. Volutes 1 : Polars Polaires, Soleil, 2005

Guió: Serge Gainsbourg / Christophe Arleston (coordinador editorial) - Dibuix: Moebius / Hübsh / Ptiluc / PM Chan / Bajram / V Mallié / Dany / Hérenguel / D Poli / G Bianco / Dupuy & Berberian / Buchet / Barbucci / Cagniat / Guth
- Les Chansons Gainsbourg. Volutes 2 : Melody & Marilou, Soleil, 2006

Guió: Serge Gainsbourg / Christophe Arleston (Coordinador editorial) - Dibuix: Moebius / N'Guessan / Mazan / Varanda / Hérenguel / Yoann / Springuer / Keramidas / Guth / Cerminaro / Virginie Augustin / Riff Reb's / Edith / Cromwell / Franck Le Gall / Biancarelli / Diaz / Alary / Lauffray
- Les Chansons Gainsbourg. Volutes 3 : Filles de fortune, Soleil, 2006

Guió: Serge Gainsbourg / Christophe Arleston (coordinador editorial) - Dibuix: Moebius / Laumond / Alliel / Philippe Francq / Diaz / Boiscommun / Dany / Tarquin / Mourier / Lepage / Vicomte / Thierry Robin / Plessix / Guth / Peynet / Gabrion / Loustal / Penet / Mormille / Cartier
- Les Chansons illustrées de Patrick Bruel, Soleil, 2005

Guió: Patrick Bruel / Christophe Arleston (coordinador editorial) - Dibuix: Varanda / Virginie Augustin / Mourier / Tarquin / Bodart / fred Simon / Verron / N'Guessan / Biancarelli / Van Liemt / Tota / Servain / Hérenguel / Grenson / Robvin / Floch / Lepage - Colors : 2005
- Astèrix i els seus amics (Astérix et ses amis), Albert René, 2007

Guió: col·lectiu - Històries d'Arleston : 2 pàgines amb Mourier i 2 pàgines amb Tarquin
- Rubrique Abracadabra, Dargaud, 2008

Guió i dibuix: col·lectiu - 2 pàgines amb Jean-Louis Mourier (Homenatge a Gotlib).
- Les Chansons illustrées de Thiéfaine, Soleil, 2008

Guió: HF Thiefaine / Christophe Arleston (coordinador editorial) - Dibuix: Lauffray / Keramidas / Parel / Cartier / Fino / Cromwell / Pellé / Alliel / Boiscommun / Turf / Bezian / Barbucci / Martinage / Colonnier / Riad Satouff / Algésiras / Genêt / Ptiluc / Bajram / Patrice Garcia / S Lejeune / Berlion / - (ISBN 978-2-84946-716-9)

### Novel·la
Le Souper des maléfices, ActuSF, 2016 (Poche : J'AI LU oct 2017)

## Premis
- Premi Humor al festival de Solliès-Ville 1993 per Léo Loden T.3: Adieu ma joliette
- Premi Juvenil al Festival d'Illzach de 1993 i premi Microfolie al festival Maisons-Laffitte per a Léo Loden T.4: Provençal Grill
- Premi al millor guió al Festival de Chambery de 1998 per Trollos de Troy T.2: Le Scalp du vénérable
- Alph-Art Jeunesse de 9 a 12 anys al festival d'Angoulème
  - 1998 per Troy Trolls T.1: Histoires trolles
  - 2000 per Lanfeust de Troy T.7: Les pétaures se cachent pour mourir[9]
  - 2002 per Troy Trolls T.5: Les Maléfices de la Thaumaturge
- Premi Juvenil a la Fira del Llibre de Saint-Louis el 2011 per Lord of Burger
- Premi Livrentête 2011, categoria de còmics júnior, per Lord of Burger